# Botschaft Myanmars in Berlin

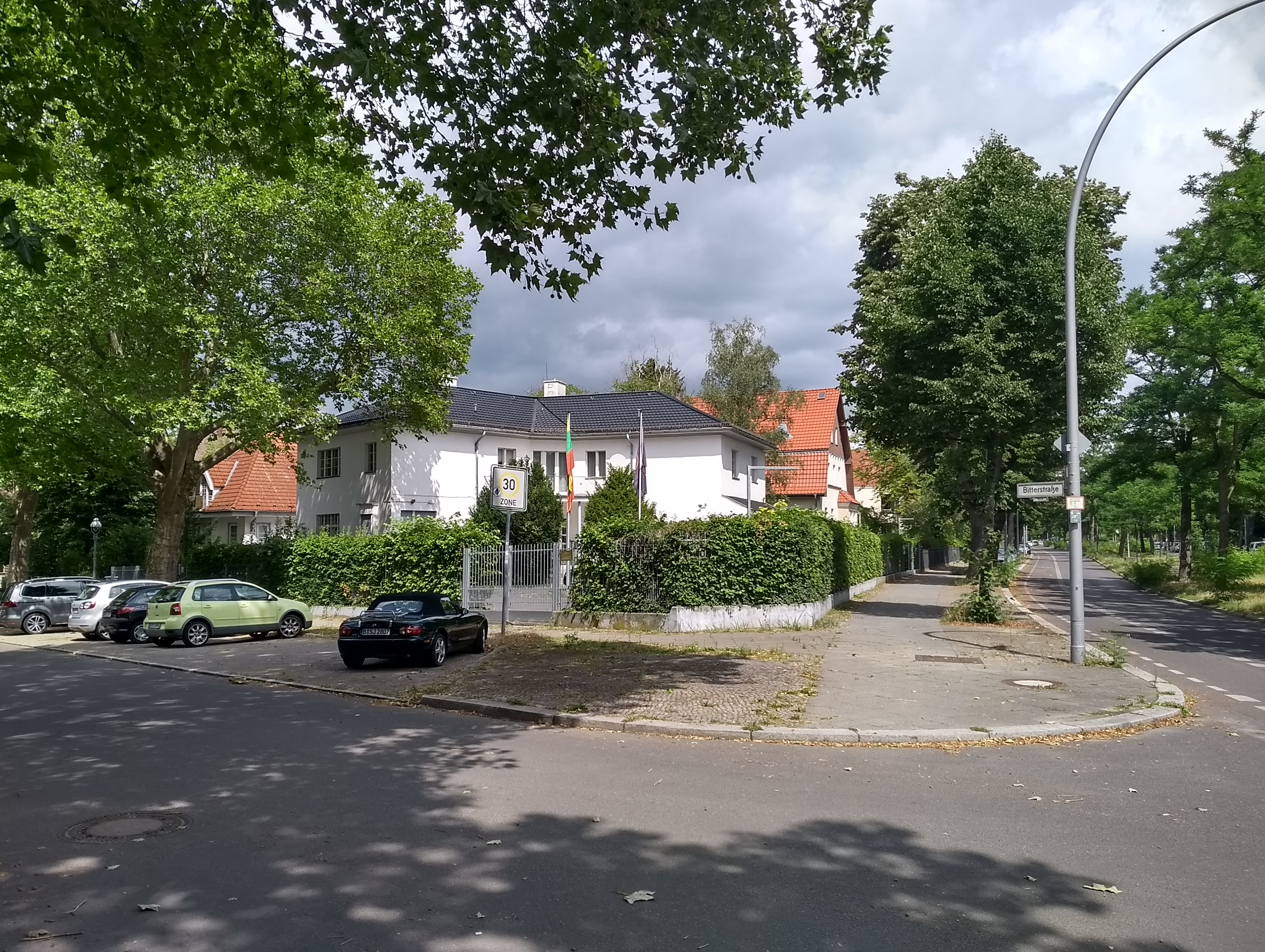
Botschaft Thielallee 19

Die Botschaft Myanmars in Berlin ist die diplomatische Vertretung der Republik der Union Myanmar in Deutschland. Sie hat ihren Sitz in der Thielallee 19 im Ortsteil Dahlem des Bezirks Steglitz-Zehlendorf.
Leiter der Botschaft ist zurzeit (Stand: 2023) Geschäftsträger a. i. Kyaw Htin Lin.
Myanmar unterhält ein Honorarkonsulat in Köln.

## Geschichte der diplomatischen Beziehungen
Am 4. Dezember 1954 nahmen Burma (seit der Umbenennung 1989: Myanmar) und die Bundesrepublik Deutschland diplomatische Beziehungen auf. Die Botschaft hatte ihren Sitz in der Schumannstraße 112  in Bonn. Wegen des Umzugs von Bundestag und Regierung nach Berlin verlegte auch die Botschaft Myanmars ihren Sitz in die neue deutsche Hauptstadt. Sie hatte dort ihren Sitz zunächst in der Zimmerstraße 56 in Berlin-Mitte. Jetzt (Stand: 2023) befindet sie sich in der Thielallee 19 in Berlin-Dahlem.
Seit dem 23. Februar 1973 bestanden diplomatische Beziehungen zwischen Burma und der DDR. Sie endeten mit der deutschen Wiedervereinigung im Jahr 1990. Der Botschafter Burmas in Moskau war in der DDR zweitakkreditiert.

## Botschafter (seit 2012)
- 2012, 11. Juli: U Soe Nwe[7]
- 2015, 19. Mai: Daw Yin Yin Myint[8]

## Gebäude
Das Botschaftsgebäude, ein zweigeschossiger Bau, steht auf einem Grundstück an der Ecke Thielallee / Bitterstraße in Berlin-Dahlem. Der über Eck errichtete Bau ist mit weißem Putz versehen.